# ستلایت تاون، جهنگ
ستلایت تاون (به انگلیسی: Satellite Town) یک شهر در پاکستان است که در پنجاب واقع شده‌است.